# Un scandale à la cour
Pour plus de détails, voir Fiche technique et Distribution.
Scandale à la cour (Olympia en italien, A Breath of Scandal en anglais) est un film américano-italien co-réalisé par Michael Curtiz et Mario Russo, sorti en 1960.

## Synopsis
La princesse Olympia, une jeune et jolie veuve exilée loin de la cour de Vienne par l'empereur François Joseph, vit dans son château, avec ses fusils et ses chevaux. Galopant dans la campagne, elle est désarçonnée par son cheval alors qu'elle croise la voiture d'un jeune américain, Charlie Foster. Celui-ci vient à son secours et la porte dans un relais de chasse. Elle lui cache son identité et s'endort paisiblement. Au matin elle s'enfuit et rentre au château où l'attend une lettre l'invitant à rentrer à la cour pour épouser un prince prussien.
Dans la capitale, elle retrouve avec joie ses parents et se prépare à rencontrer le prince qui lui est destiné. Mais Charlie Foster est, lui aussi, arrivé à Vienne pour affaires et doit rencontrer le père d'Olympia, qui officie comme chambellan de l'empereur. Charlie ne tarde pas à découvrir que sa belle inconnue n'est autre qu'Olympia et une belle intrigante s'emploie à favoriser une nouvelle rencontre. 

## Fiche technique
- Titre français : Un scandale à la cour[1]
- Titre original italien : Olympia
- Titre américain : A Breath of Scandal
- Réalisation : Michael Curtiz, Mario Russo[1]
- Scénario : Sidney Howard, Karl Schneider et Walter Bernstein d'après la pièce Olympia de Ferenc Molnár (1928)
- Production : Marcello Girosi, Carlo Ponti
- Société de production : Paramount Pictures
- Musique : Alessandro Cicognini
- Photographie : Mario Montuori
- Montage : Howard A. Smith
- Pays d'origine :  États-Unis,  Italie
- Format : Couleurs - 1,85:1 - Mono
- Genre : Comédie dramatique
- Durée : 97 minutes
- Date de sortie : 1960

## Distribution
- Sophia Loren (VF : Nadine Alari) : la princesse Olympia
- Maurice Chevalier (VF : Lui-même) : le prince Philip
- John Gavin (VF : Michel Gudin) : Charlie Foster
- Angela Lansbury (VF : Nelly Delmas) : la comtesse Lina
- Isabel Jeans (VF : Claude Daltys) : la princesse Eugénie
- Tullio Carminati (VF : Allain-Durthal) : Albert
- Milly Vitale : la danseuse de can-can
- Carlo Hintermann : le prince Ruprecht
- Roberto Risso (VF : Clément Thierry) : l'aide de camp
- Friedrich von Ledebur (VF : Abel Jacquin) : le comte Sandor
- Adrienne Gessner (VF : Germaine Michel) : la comtesse Armela

## Autour du film
- Une autre version de Olympia avait été tournée en 1929 par Lionel Barrymore sous le titre His Glorious Night.
- Le titre du film vient d'une chanson qu'aime la princesse Olympia.